# Botten Soot
Ingeborg Bergit ("Botten") Soot, född den 22 mars 1895 i Bergen, död den 21 maj 1958 i Oslo, var en norsk revyskådespelare och sångare, dotter till Inga Bjørnson och Eyolf Soot och halvsyster till Guri Stormoen. Hon var mor till skådespelaren och regissören Svend Soot von Düring.
Soot var utbildad klassisk sångare, men revydebuterade på Chat Noir 1913 och var revyartist på heltid från 1915. Särskilt under 1920-talet var hon en av den norska revyns djärvaste och mest fantasifulla konstnärer. Hon var den första norska kvinnliga revyartisten som komponerade delar av sitt eget material, bland annat "Vårvise" och "De gammeldagse Piger". Hon gav 1946 ut boken Mamma i fint selskap og andre historier.

## Filmografi
- 1911 – Under forvandlingens lov
- 1917 – En vinternat
- 1917 – De forældreløse
- 1921 – Jomfru Trofast